# Agnieszka Lewandowska
Agnieszka Lewandowska (ur. 10 września 1988 w Gdańsku) – polska lekkoatletka specjalizująca się w rzucie oszczepem.

## Kariera sportowa
W 2005 roku uczestniczyła w mistrzostwach świata juniorów młodszych, a w kolejnym sezonie bez powodzenia startowała w mistrzostwach świata juniorów. Brązowa medalistka mistrzostw Polski seniorów (Bydgoszcz 2006). Medalistka mistrzostw Polski juniorów, mistrzostw Polski AZS oraz młodzieżowych mistrzostw Polski.
Rekord życiowy: 54,92 (9 czerwca 2012, Sopot).

## Osiągnięcia
| Rok   | Impreza                                   | Miejsce   | Lokata            | Wynik |
| ----- | ----------------------------------------- | --------- | ----------------- | ----- |
| 2005  | Mistrzostwa świata juniorów młodszych     | Marrakesz | el. – 11. miejsce | 41,58 |
| 2006  | Mistrzostwa świata juniorów               | Pekin     | el. – 14. miejsce | 48,46 |
| 2009  | Mecz Niemcy - Polska - Austria/Szwajcaria | Berlin    | 5. miejsce        | 47,95 |
| 2010  | Zimowy puchar Europy                      | Arles     | 8. miejsce        | 49,38 |
| 2010] | Mecz U23 Polska - Niemcy                  | Bydgoszcz | 2. miejsce        | 51,31 |